# دهستان باغستان (بوانات)
دهستان باغستان یکی از دهستان‌های شهرستان بوانات در استان فارس ایران است. این دهستان در بخش مرکزی شهرستان بوانات قرار دارد و از جمله روستاهای  آن می توان به جشنیان فخرآباد قاضی آباد و جعفر آباد اشاره نمود و براساس سرشماری مرکز آمار ایران در سال ۱۳۹۰، جمعیت آن ۳۹۱۳ نفر (در ۱۱۱۶ خانوار) بوده‌است.